# Thysanoessa raschii
Il krill artico (Thysanoessa raschii M. Sars, 1864) è un crostaceo appartenente alla famiglia Euphausiidae diffuso nelle acque artiche e subartiche ad una profondità media di 200 m, questa specie effettua una migrazione durante la notte verso profondità di 0–100 m e durante il giorno a profondità comprese fra 50 e 200 m. È un importante componente dello zooplancton ed è parte della dieta di balene, pesci e uccelli marini. Gli adulti sono lunghi mediamente 20–25 mm e raggiungono la matirità sessuale quando oltrepassano la lunghezza di 14 mm.